# سوشروتا سمهیتا

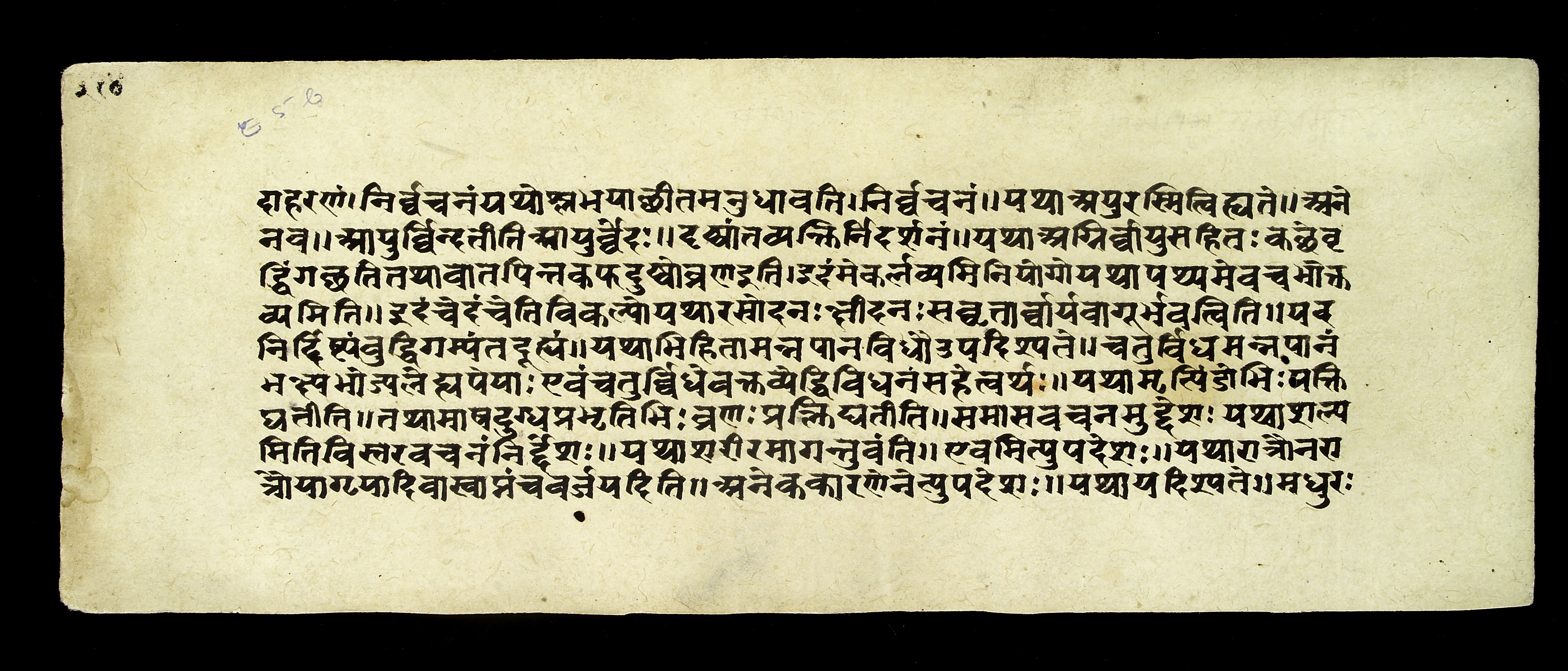
صفحه‌ای از متن سوسروتاسامهیتا، یک کتاب درسی آیورودا، در مورد روش‌های مختلف جراحی و ابزارهای جراحی. این متن خود را به عنوان آموزه‌های دانوانتاری، پادشاه کاسی (بنارس) به شاگردش سوسروتا ارائه می‌دهد.

سوشروتا سمهیتا (به سانسکریت : सुश्रुतसंहिता، Sushruta Samhita) یکی از بزرگ‌ترین کتب طبی در منابع مکتوب سانسکریت است که توسط سوشروتا، پزشک و جراح هندی نگارش شده است. این کتاب، به‌ویژه از لحاظ جراحی بسیار مهم است. روایات هندی سوشروتا را در زمانی مقارن سده ششم ق م قرار می‌دهد، تاریخی که درستی آن به وسیله وداها تقویت می‌شود.
این کتاب تعدادی از اعمال جراحی شامل عمل آب مروارید، برداشتن فتق، سزارین، و سنگ مثانه و غیره را توصیف می‌کند و حاوی قدیم‌ترین گزارش از جراحی پلاستیک و کاربرد آهن‌ربا در جراحی است، مشخصات بسیاری از ابزارهای ویژه را شرح می‌دهد؛ و بر آموزش شایسته‌ای که برای تربیت جراحان ماهر لازم است تأکید می‌ورزد.
گفتارهای دیگر مربوط است به کالبدشناسی، کارکرد اندام، آسیب‌شناسی، مامایی و بیماری‌های کودکان.
این کتاب بر اثر تمایلات مدرسی شدید و علاقه مفرط به طبقه‌بندی آسیب دیده‌است. کتاب شرح کشافی دارد درباره تشخیص بیماری‌ها و چند بیماری که ممکن است با هم اشتباه شود (از قبیل مرض قند). در آن قریب ۷۶۰ گیاه طبی ذکر شده، که بسیاری از آنها پادزهر و تقویت‌کننده قوه باه، یا خواب‌آور است، از قبیل گیاه مرغ‌کش و حشیش. هم‌چنین، به دستورهای غذایی و استحمام توجه زیادی مبذول شده‌است.